# Ritornel
Ritornel betegner inden for musik et tilbagevendende motiv eller lille sats, der gentages efter hvert vers, eller som evt. kan indgå i såvel forspil, mellemspil og efterspil. 
Inden for digtning er ritornel betegnelse for et trelinjet digt eller strofe, hvor første og tredje vers (verselinje) rimer. Særligt Emil Aarestrups ritorneller er kendte.
| Musik | Spire Denne musikartikel er en spire som bør udbygges. Du er velkommen til at hjælpe Wikipedia ved at udvide den. |

| Sprog og litteratur | Spire Denne artikel om litteratur er en spire som bør udbygges. Du er velkommen til at hjælpe Wikipedia ved at udvide den. |